# Włodzimierz (Masztanow)
Włodzimierz, imię świeckie Wasilij Walentinowicz Masztanow (ur. 17 stycznia 1965 w Gaju) – rosyjski biskup prawosławny.

## Życiorys
Średnie wykształcenie uzyskał w Nowoczerkasku, tam też rozpoczął studia w Instytucie Politechnicznym, które przerwał w latach 1983–1985, by odbyć zasadniczą służbę wojskową. Studiów ostatecznie nie ukończył. 28 listopada 1991 został wyświęcony na diakona, zaś 1 grudnia 1991 – na kapłana. Święcenia w obu przypadkach przyjmował w Ługańsku, z rąk ordynariusza miejscowej eparchii, biskupa Joannicjusza. Służył w cerkwi Opieki Matki Bożej w Nowoczerkasku. W 1994 ukończył w trybie zaocznym seminarium duchowne w Moskwie. Rok wcześniej, w 1993, objął probostwo w parafii Narodzenia Matki Bożej w stanicy Tacyńskiej. W 1998 otrzymał godność protoijereja.
W 2007 podjął zaoczne studia wyższe na Kiszyniowskiej Akademii Duchownej, które ukończył w 2011. W 2009 został proboszczem parafii Ikony Matki Bożej „Władająca” w Biełoj Kalitwie oraz dziekanem miejscowego dekanatu.
5 maja 2015 Święty Synod Rosyjskiego Kościoła Prawosławnego nominował go na biskupa szadryńskiego i dałmatowskiego, pierwszego ordynariusza nowo utworzonej eparchii. W związku z tą nominacją został 9 maja 2015 postrzyżony na mnicha przez biskupa wołgodońskiego i salskiego Korneliusza. Dzień później został podniesiony do godności archimandryty. Jego chirotonia biskupia odbyła się w Monasterze Wałaamskim 11 lipca 2015 pod przewodnictwem patriarchy moskiewskiego i całej Rusi Cyryla.